# Spinther ericinus
Spinther ericinus är en ringmaskart som beskrevs av Yamamoto och Imajima 1985. Spinther ericinus ingår i släktet Spinther och familjen Spintheridae. Inga underarter finns listade i Catalogue of Life.